# Modélisation d'entreprise
La modélisation d’entreprise se situe au cœur du domaine de la productique, traitant de problèmes allant de la représentation du système industriel en vue de son analyse et de sa conception, jusqu’à des problèmes d’intégration et d’interopérabilité des systèmes industriels.